# Ле-Кюэн
Ле-Кюэ́н (фр. Le Cuing, окс. Eth Cunh) — коммуна во Франции, находится в регионе Юг — Пиренеи. Департамент — Верхняя Гаронна. Входит в состав кантона Монрежо. Округ коммуны — Сен-Годенс.
Код INSEE коммуны — 31159.

## География

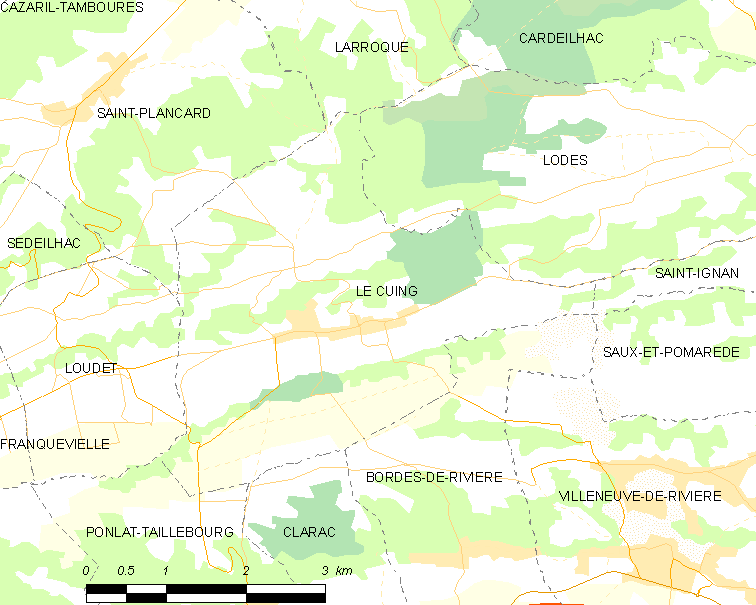
Карта коммуны

Коммуна расположена приблизительно в 650 км к югу от Парижа, в 85 км к юго-западу от Тулузы.

## Климат
Климат умеренно-океанический. Зима мягкая и снежная, весна характеризуется сильными дождями и грозами, лето сухое и жаркое, осень солнечная. Преобладают сильные юго-восточные и северо-западные ветры.

## Население
Население коммуны на 2010 год составляло 424 человека.
| 1962 | 1968 | 1975 | 1982 | 1990 | 1999 | 2010 |
| ---- | ---- | ---- | ---- | ---- | ---- | ---- |
| 352  | 336  | 342  | 380  | 374  | 351  | 424  |

## Администрация
| Период | Период | Фамилия       | Партия | Примечания |
| ------ | ------ | ------------- | ------ | ---------- |
| 1995   | 2014   | Роже Луи      |        |            |
| 2014   | 2020   | Натали Лакруа |        |            |

## Экономика
В 2010 году среди 239 человек трудоспособного возраста (15—64 лет) 143 были экономически активными, 96 — неактивными (показатель активности — 59,8 %, в 1999 году было 63,0 %). Из 143 активных жителей работали 136 человек (75 мужчин и 61 женщина), безработных было 7 (2 мужчин и 5 женщин). Среди 96 неактивных 11 человек были учениками или студентами, 54 — пенсионерами, 31 были неактивными по другим причинам.